# مردم ویسایا
مردم ویسایا (نیز: ویسایان، ویسایائی) (انگلیسی: Visayans) یکی از گروه‌های قومی زبانی کشور فیلیپین هستند. این مردمان از گروه‌های قومی فرعی تر با زبانهای متنوع و هم خانواده تشکیل می‌شوند و عمدتاً ساکن مجموعه جزایر ویسایا در مرکز این کشور می‌باشند. زبان رایج بین این مردم، گویش‌ها و شاخه‌های فرعی از مجموعه زبانهای ویسایائی است که از زبان‌های آسترونزیایی محسوب می‌شود. جمعیت آنها در سال ۲۰۱۰ بیش از ۳۳ میلیون نفر بوده است که بزرگترین گروه قومی - زبانی کشور فیلیپین را تشکیل می‌دهند.